# Crotonia caudalis
Crotonia caudalis är en kvalsterart som först beskrevs av Hammer 1966.  Crotonia caudalis ingår i släktet Crotonia och familjen Crotoniidae. Inga underarter finns listade i Catalogue of Life.